# Вихідні з колишньою дружиною
«Вихідні з колишньою дружиною» — українська комедія про кохання режисера Даміра Єналієва.

## Сюжет
Це комедійна історія про непрості стосунки між Владом та Лорою. А все тому, що Лора має мрію: кохатися над хмарами у маленькому сріблястому літачку — відчути аромат неземного кохання. Через це вона кидає Влада в пошуках олігарха, який мав би власний літак. І, здається, в неї все виходить. Але навіщо ж їй знову знадобився Влад?